# Symphony X (album)
 (février 2023).
Albums de Symphony X
The Damnation Game
(1995)
Symphony X est le premier album studio enregistré par le groupe éponyme, sorti en 1994.

## Liste des titres
1. Into the Dementia (1:01)
2. The Raging Seasons (5:01)
3. Premonition (5:37)
4. Masquerade (4:28)
5. Absinthe and Rue (7:16)
6. Shades of Grey (5:41)
7. Taunting the Notorious (3:20)
8. Rapture or Pain (5:05)
9. Thorns of Sorrow (3:54)
10. A Lesson Before Dying (12:07)

La version rééditée par Inside Out comporte également un Band Interview Part I.

## Personnel
- Michael Romeo - Guitares
- Rod Tyler - Chants
- Michael Pinnella - Claviers
- Thomas Miller - Basse
- Jason Rullo - Batterie